# Gran Premio motociclistico d'Italia 1992
Il Gran Premio motociclistico d'Italia 1992 fu il quinto appuntamento del motomondiale 1992.
Si svolse il 24 maggio 1992 sull'Autodromo internazionale del Mugello e registrò la vittoria di Kevin Schwantz nella classe 500, di Luca Cadalora nella classe 250 e di Ezio Gianola nella classe 125.

## Classe 500
Si interrompe a quattro la serie di vittorie consecutive dell'australiano Michael Doohan, che in questa occasione finisce alle spalle dello statunitense Kevin Schwantz e davanti all'altro statunitense John Kocinski.

### Arrivati al traguardo
| Pos. | Nº | Pilota               | Squadra                   | Motocicletta  | Giri | Tempo     | Griglia | Punti |
| ---- | -- | -------------------- | ------------------------- | ------------- | ---- | --------- | ------- | ----- |
| 1º   | 34 | Kevin Schwantz       | Lucky Strike Suzuki       | Suzuki        | 24   | 46'26.225 | 2º      | 20    |
| 2º   | 2  | Michael Doohan       | Rothmans Honda            | Honda         | 24   | +5.068    | 1º      | 15    |
| 3º   | 4  | John Kocinski        | Marlboro Team Roberts     | Yamaha        | 24   | +32.542   | 7º      | 12    |
| 4º   | 10 | Doug Chandler        | Lucky Strike Suzuki       | Suzuki        | 24   | +36.084   | 4º      | 10    |
| 5º   | 12 | Alex Barros          | Cagiva Team Agostini      | Cagiva        | 24   | +43.606   | 6º      | 8     |
| 6º   | 6  | Juan Garriga         | Ducados Yamaha            | Yamaha        | 24   | +43.617   | 11º     | 6     |
| 7º   | 17 | Miguel Duhamel       | Yamaha Motor France Banco | Yamaha        | 24   | +43.711   | 13º     | 4     |
| 8º   | 28 | Àlex Crivillé        | Campsa Honda              | Honda         | 24   | +45.139   | 5º      | 3     |
| 9º   | 19 | Niall Mackenzie      | Yamaha Motor France Banco | Yamaha        | 24   | +50.894   | 10º     | 2     |
| 10º  | 8  | Randy Mamola         | Budweiser Team            | Yamaha        | 24   | +57.868   | 14º     | 1     |
| 11º  | 7  | Eddie Lawson         | Cagiva Team Agostini      | Cagiva        | 24   | +1'00.237 | 9º      |       |
| 12º  | 33 | Corrado Catalano     | KCS International         | ROC Yamaha    | 24   | +1'25.760 | 12º     |       |
| 13º  | 31 | Thierry Crine        | Ville de Paris            | ROC Yamaha    | 24   | +1'37.173 | 17º     |       |
| 14º  | 11 | Eddie Laycock        | Millar Racing             | Yamaha        | 24   | +1'51.721 | 18º     |       |
| 15º  | 32 | Toshiyuki Arakaki    |                           | ROC Yamaha    | 24   | +1'52.268 | 16º     |       |
| 16º  | 18 | Michael Rudroff      | Rallye Sport              | Harris Yamaha | 24   | +2'04.488 | 15º     |       |
| 17º  | 14 | Dominique Sarron     | ROC Banco                 | ROC Yamaha    | 23   | +1 giro   | 19º     |       |
| 18º  | 37 | Juan López Mella     | Nivea For Men Team        | ROC Yamaha    | 23   | +1 giro   | 21º     |       |
| 19º  | 15 | Cees Doorakkers      | HEK Racing                | Harris Yamaha | 23   | +1 giro   | 23º     |       |
| 20º  | 22 | Simon Buckmaster     | Padgett's Motorcycles     | Harris Yamaha | 23   | +1 giro   | 26º     |       |
| 21º  | 23 | Nicholas Schmassmann |                           | ROC Yamaha    | 23   | +1 giro   | 25º     |       |
| 22º  | 30 | Peter Graves         | Peter Graves Racing       | Harris Yamaha | 23   | +1 giro   | 28º     |       |

### Ritirati
| Nº | Pilota          | Squadra               | Motocicletta  | Giri | Griglia |
| -- | --------------- | --------------------- | ------------- | ---- | ------- |
| 1  | Wayne Rainey    | Marlboro Team Roberts | Yamaha        | 11   | 3º      |
| 27 | Serge David     |                       | ROC Yamaha    | 8    | 24º     |
| 16 | Marco Papa      | Librenti Corse        | Librenti      | 7    | 22º     |
| 25 | Josef Doppler   |                       | ROC Yamaha    | 7    | 27º     |
| 24 | Lucio Pedercini | Paton Grand Prix      | Paton         | 6    | 29º     |
| 26 | Kevin Mitchell  | MBM Racing            | Harris Yamaha | 1    | 20º     |

### Non partito
| Nº | Pilota        | Squadra                 | Motocicletta | Griglia |
| -- | ------------- | ----------------------- | ------------ | ------- |
| 5  | Wayne Gardner | Rothmans Kanemoto Honda | Honda        | 8º      |

## Classe 250
Quarta vittoria stagionale su cinque gare per l'italiano Luca Cadalora che ha preceduto i connazionali Loris Reggiani e Max Biaggi; per quest'ultimo si è trattato del primo podio nel motomondiale. La classifica generale è capeggiata da Cadalora davanti al tedesco Helmut Bradl e Reggiani.

### Arrivati al traguardo
| Pos. | Pilota                    | Motocicletta | Giri | Tempo     | Griglia | Punti |
| ---- | ------------------------- | ------------ | ---- | --------- | ------- | ----- |
| 1º   | Luca Cadalora             | Honda        | 22   | 43'52.313 | 4º      | 20    |
| 2º   | Loris Reggiani            | Aprilia      | 22   | +0.168    | 2º      | 15    |
| 3º   | Max Biaggi                | Aprilia      | 22   | +2.860    | 10º     | 12    |
| 4º   | Helmut Bradl              | Honda        | 22   | +4.591    | 6º      | 10    |
| 5º   | Wilco Zeelenberg          | Suzuki       | 22   | +6.875    | 7º      | 8     |
| 6º   | Alberto Puig              | Aprilia      | 22   | +14.508   | 5º      | 6     |
| 7º   | Carlos Cardús             | Honda        | 22   | +14.896   | 3º      | 4     |
| 8º   | Masahiro Shimizu          | Honda        | 22   | +23.414   | 13º     | 3     |
| 9º   | Loris Capirossi           | Honda        | 22   | +27.303   | 11º     | 2     |
| 10º  | Doriano Romboni           | Honda        | 22   | +30.201   | 8º      | 1     |
| 11º  | Jochen Schmid             | Yamaha       | 22   | +36.189   | 9º      |       |
| 12º  | Carlos Lavado             | Gilera       | 22   | +37.638   | 15º     |       |
| 13º  | Herri Torrontegui         | Suzuki       | 22   | +42.739   | 14º     |       |
| 14º  | Jurgen van den Goorbergh  | Aprilia      | 22   | +42.756   | 19º     |       |
| 15º  | Eskil Suter               | Aprilia      | 22   | +43.109   | 26º     |       |
| 16º  | Patrick van den Goorbergh | Aprilia      | 22   | +43.238   | 17º     |       |
| 17º  | Stefan Prein              | Honda        | 22   | +43.528   | 20º     |       |
| 18º  | Adi Stadler               | Honda        | 22   | +48.364   | 27º     |       |
| 19º  | Frédéric Protat           | Aprilia      | 22   | +48.380   | 24º     |       |
| 20º  | Andreas Preining          | Aprilia      | 22   | +52.030   | 16º     |       |
| 21º  | Bernard Haenggeli         | Aprilia      | 22   | +1'05.509 | 28º     |       |
| 22º  | Bernd Kassner             | Aprilia      | 22   | +1'05.555 | 32º     |       |
| 23º  | Luis d'Antín              | Honda        | 22   | +1'05.851 | 30º     |       |
| 24º  | Adrian Bosshard           | Honda        | 22   | +1'27.921 | 25º     |       |
| 25º  | Erkka Korpiaho            | Aprilia      | 22   | +1'55.317 | 33º     |       |
| 26º  | Jean Pierre Jeandat       | Honda        | 22   | +2'00.793 | 29º     |       |

### Ritirati
| Pilota               | Motocicletta | Giri | Griglia |
| -------------------- | ------------ | ---- | ------- |
| Pierfrancesco Chili  | Aprilia      | 21   | 1º      |
| Paolo Casoli         | Yamaha       | 20   | 21º     |
| Katsuyoshi Kozono    | Honda        | 18   | 18º     |
| Harald Eckl          | Aprilia      | 12   | 23º     |
| Renzo Colleoni       | Yamaha       | 8    | 22º     |
| Stefano Caracchi     | Yamaha       | 5    | 34º     |
| Jean-Philippe Ruggia | Gilera       | 3    | 12º     |
| Yves Briguet         | Honda        | 2    | 31º     |
| Bernard Cazade       | Honda        | 0    | 35º     |

## Classe 125
A tre anni di distanza dall'affermazione precedente, è tornato alla vittoria l'italiano Ezio Gianola che ha preceduto il tedesco Dirk Raudies e il giapponese Noboru Ueda. Dopo cinque prove la classifica generale è capeggiata dal tedesco Ralf Waldmann davanti agli italiani Bruno Casanova e Alessandro Gramigni.

### Arrivati al traguardo
| Pos. | Pilota              | Motocicletta | Tempo     | Griglia | Punti |
| ---- | ------------------- | ------------ | --------- | ------- | ----- |
| 1º   | Ezio Gianola        | Honda        | 42'22.606 | 1º      | 20    |
| 2º   | Dirk Raudies        | Honda        | +2.807    | 7º      | 15    |
| 3º   | Noboru Ueda         | Honda        | +2.986    | 9º      | 12    |
| 4º   | Peter Öttl          | Rotax        | +5.028    | 12º     | 10    |
| 5º   | Fausto Gresini      | Honda        | +6.401    | 11º     | 8     |
| 6º   | Jorge Martínez      | Honda        | +6.467    | 4º      | 6     |
| 7º   | Gabriele Debbia     | Honda        | +7.762    | 5º      | 4     |
| 8º   | Bruno Casanova      | Aprilia      | +13.830   | 3º      | 3     |
| 9º   | Oliver Koch         | Honda        | +33.361   | 14º     | 2     |
| 10º  | Nobuyuki Wakai      | Honda        | +34.475   | 17º     | 1     |
| 11º  | Alessandro Gramigni | Aprilia      | +34.767   | 28º     |       |
| 12º  | Maurizio Vitali     | Gazzaniga    | +34.818   | 19º     |       |
| 13º  | Heinz Lüthi         | Honda        | +34.907   | 16º     |       |
| 14º  | Manuel Hernández    | Aprilia      | +35.064   | 20º     |       |
| 15º  | Loek Bodelier       | Honda        | +51.893   | 21º     |       |
| 16º  | Robin Appleyard     | Honda        | +1'07.643 | 34º     |       |
| 17º  | Kin'ya Wada         | Honda        | +1'18.636 | 30º     |       |
| 18º  | Takao Shimizu       | Honda        | +1'25.943 | 25º     |       |
| 19º  | Giuseppe Fiorillo   | Yamaha       | +1'26.187 | 33º     |       |
| 20º  | Hubert Abold        | Honda        | +1'42.144 | 23º     |       |
| 21º  | Steve Patrickson    | Honda        | +1'58.615 | 36º     |       |
| 22º  | Alfred Waibel       | Honda        | +2'40.199 | 29º     |       |
| 23º  | Armando Narduzzi    | Honda        | +1 giro   | 37º     |       |
| 24º  | Hisashi Unemoto     | Honda        | +1 giro   | 32º     |       |

### Ritirati
| Pilota             | Moto    | Griglia |
| ------------------ | ------- | ------- |
| Oliver Petrucciani | Honda   | 18º     |
| Ralf Waldmann      | Honda   | 8º      |
| Arie Molenaar      | Aprilia | 26º     |
| Julián Miralles    | Honda   | 22º     |
| Peter Galvin       | Honda   | 24º     |
| Alain Bronec       | Honda   | 31º     |
| Carlos Giró        | Aprilia | 10º     |
| Hans Spaan         | Aprilia | 6º      |
| Maik Stief         | Aprilia | 15º     |
| Kazuto Sakata      | Honda   | 2º      |
| Fausto Ricci       | Yamaha  | 35º     |
| Emilio Cuppini     | Aprilia | 13º     |

### Non partito
| Pilota            | Moto      | Griglia |
| ----------------- | --------- | ------- |
| Giovanni Palmieri | Gazzaniga | 27º     |